# بورجا پرز
بورجا پرز (انگلیسی: Borja Pérez؛ زادهٔ ۱ آوریل ۱۹۸۲) بازیکن فوتبال اهل اسپانیا است.
از باشگاه‌هایی که در آن بازی کرده‌است می‌توان به باشگاه فوتبال رئال مادرید، باشگاه فوتبال رئال وایادولید، باشگاه فوتبال آلکورکون، باشگاه فوتبال فوئنلابرادا، باشگاه فوتبال کیلمارنوک، باشگاه فوتبال لگانس، و باشگاه ورزشی تنریف اشاره کرد.